# Just in Love
Just in Love är en sång framförd av den amerikanske artisten Joe Jonas. Sången skrevs av Jonas och James Fauntleroy II och producerades av Rob Knox. Sången släpptes den 13 september 2001 av Hollywood Records som den andra singeln från Jonas första soloalbum Fastlife. Sången mottog blandade recensioner från musikkritiker.  
Sångens musikvideo regisserades av Jaci Judelson. Videon fokuserar sig på Joe och hans romans med en fransk tjej och visar när de åker omkring i Europas vackraste städer och njuter av varandras sällskap. Men goda ting har sina slut och i slutändan så måste Joe lämna den franska tjejen bakom sig. Videon avlsutas med Joe som tittar över axeln när han går iväg i den mörka natten

## Bakgrund
Jonas förklarade sångens ursprung i en intervju med Ryan Seacrest:
| ” | Det här är en sång som jag skrev när jag gick igenom ett förhållande med någon. Hon bråkade med mig, och allt jag kunde säga var ‘Lyssna, jag älskar dig, men vi behöver inte gå igenom det här.’ | „ |

## Kritiskt mottagande
Scott Shetler från Pop Crunch satte betyget 4.5 av 5 stjärnor och sa att det var "en förförisk sång som imponerar på nästan alla sätt. Sången har mycket energi, med gitarrer och syntar som förstärker ett kraftfullt beat."

## Musikvideo
Den officiella musikvideon för sången hade premiär den 12 september 2011 på E! News. Den filmades i juli/augusti 2011 i Paris. I videon så syns Joe vid olika ställen i staden, samt i en hall, i en säng, i ett badkar, etc, med en vacker ung tjej från Paris (spelad av den franska modellen Angele). Men oundvikligen så når deras tid tillsammans sitt slut.

## Låtlista
Digital download
1. "Just in Love" — 3:27

Remix
1. "Just in Love (featuring Lil Wayne) — 3:27

## Liveframträdanden
Bland annat så framfördes "Just in Love" live i The Late Show with David Letterman, där Jonas även framförde ett par andra låtar från sitt första soloalbum.